# Radziłów
Radziłów – wieś w Polsce położona w województwie podlaskim, w powiecie grajewskim, w gminie Radziłów, na historycznym Mazowszu. Siedziba gminy Radziłów. Dawniej miasto; uzyskał lokację miejską w 1466 roku, zdegradowany w 1870 roku. W drugiej połowie XVI wieku jako miasto królewskie położone było w powiecie radziłowskim ziemi wiskiej województwa mazowieckiego.
W miejscowości znajduje się rzymskokatolicki kościół, który jest siedzibą parafii św. Anny.

## Historia
Początków osadnictwa w Radziłowie należy szukać w czasach księcia Janusza I. Już w 1421 roku książę nadał Mikołajowi i Włodkowi z Siennicy 30 włók ziemi zwanej Wąsosze nad Wissą. W 1428 roku pewne nadania otrzymali tu również Karwowscy. Przed 1436 rokiem obszar ziemi przy ujściu Kubry do Wissy przejął Daćbog z Mamina, jednak w 1436 roku sprzedał on go rycerzom z Karwowa. Dodatkowo w miejscu zwanym Radziłowo Koło (przy łączeniu rzeczek Słucz i Kubra) ziemię otrzymał Włodzimierz z Roman (30 włók), a wioskę Michowo leżącą również na terenie dzisiejszego Radziłowa otrzymał Mich z Godlewa (ziemia nurska). Większość osadników pochodziła z ziemi ciechanowskiej, szczególnie z powiatu przasnyskiego.

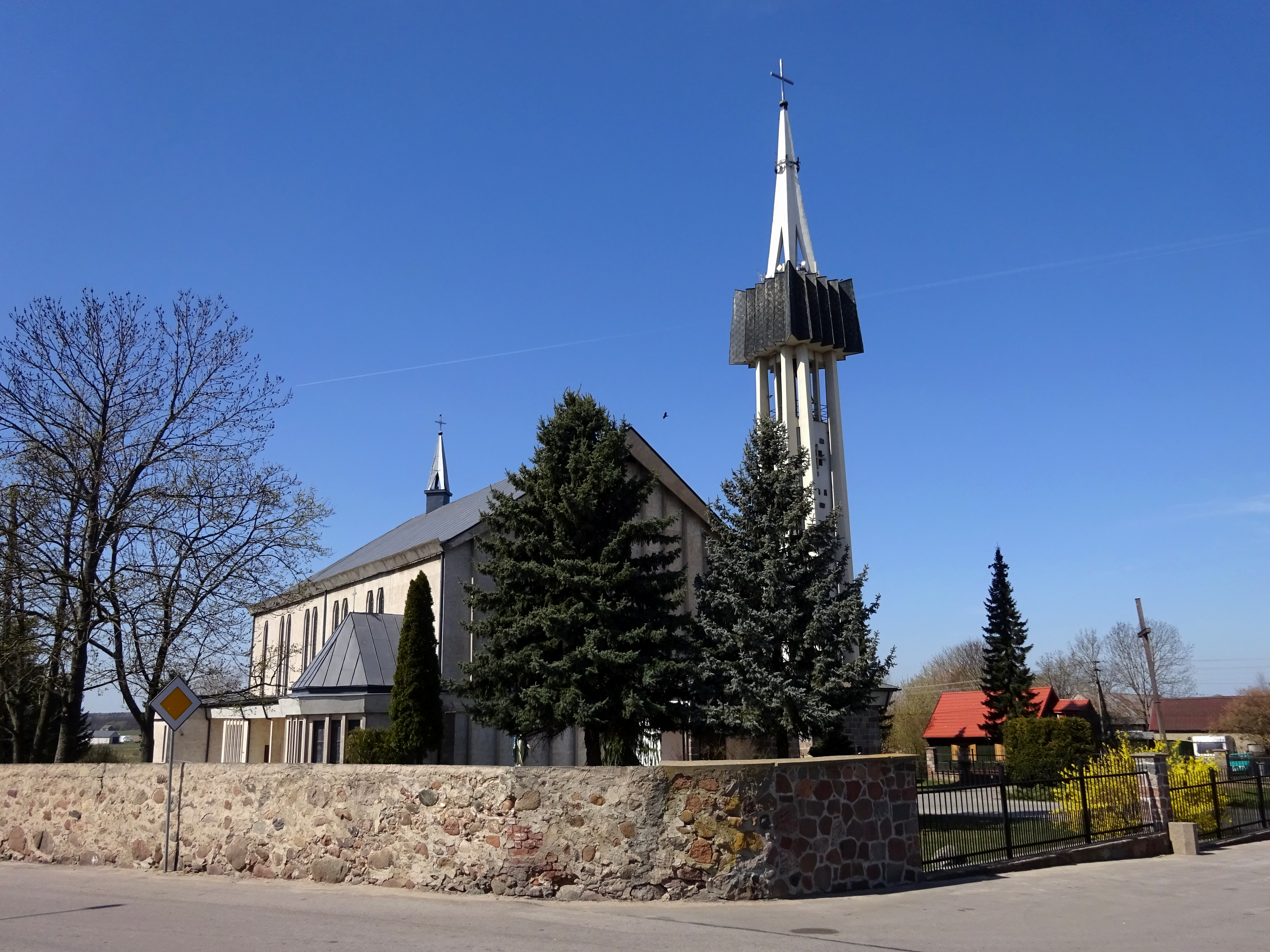
Rzymskokatolicki kościół parafialny pw. św. Anny w Radziłowie

W 1454 roku na terenie kilku posiadłości szlacheckich książę Władysław I lokował miasto książęce Radziłów. Wójtostwo nadano Mikołajowi ze Słubic, staroście wiskiemu. Kolejni władcy mazowieccy, Konrad III oraz jego bracia Kazimierz III, Bolesław V i Janusz II nadali miastu pełne prawo chełmińskie.
W 1495 roku ziemia wiska została włączona do Korony Królestwa Polskiego i w ten sposób Radziłów stał się miastem królewskim. Królowie dzierżawili je różnym magnatom. W końcu XV wieku dzierżawił je Jakub Glinka.
W latach 1511–1526 Radziłów znów stał się miastem należącym do Księstwa Mazowieckiego, jednak po 1526 aż do 1795 roku był już miastem królewskim. W 1548 roku utworzono nawet powiat radziłowski z osobnym sądem ziemskim i hierarchią urzędów ziemskich. Jako miasto królewskie wchodziło w skład starostwa wiskiego, które w XVI i XVII wieku było wielokrotnie lustrowane. Starostwa królewskie zwyczajowo dzierżawili różni szlachcice.
Przez długi czas Radziłów omijały wojny. Dopiero jesienią 1655 roku przeszły tędy wojska szwedzkie, które jednak nie oblegały miasta Po bitwie pod Prostkami (8 X 1656) Tatarzy wzięli w niewolę Bogusława Radziwiłła. Polakom udało się odebrać najeźdźcom tak cennego im jeńca, ale w wyniku tego Tatarzy spalili dziesiątki wsi od Kolna aż do Augustowa.
Po tych działaniach wiele wsi w ziemi wiskiej posiadało zaledwie po 1-3 domy. Profesor Wiśniewski dał wykaz tych maleńkich osad – na szczęście tylko kilka osiedli z obecnej gminy Radziłów miało tak małe zaludnienie świadczące o wielkich stratach.
Kolejne wojny dotarły tu na początku XVIII wieku. W latach 1702–1711 ziemia wiska doznała wielu klęsk. Liczne oddziały wojskowe rabowały te okolice. W 1706 roku przeszły tędy wojska moskiewskie, w 1708 szwedzkie. Jednak najgorsze było „morowe powietrze”, które przyciągnęli żołnierze we wrześniu 1708 roku. Był to początek epidemii trwającej do 1709, a nawet do 1710 roku. „Ludzie kryli się po lasach i bagnach, w najlepszym razie po wsiach leśnych i bagiennych”.
W czasie powstania kościuszkowskiego w 1794 roku wzdłuż Biebrzy rozlokowane były wojska pruskie. Stanowiły one kordon broniący Prusy przed Polakami. Rozlokowane dwa korpusy liczyły po kilka tysięcy żołnierzy każdy.
Pod wodzą Andrzeja Karwowskiego i Jana Zielińskiego wojska polskie zorganizowały się i w czerwcu 1794 roku wyparły Prusaków. Wkrótce potem powstanie upadło.

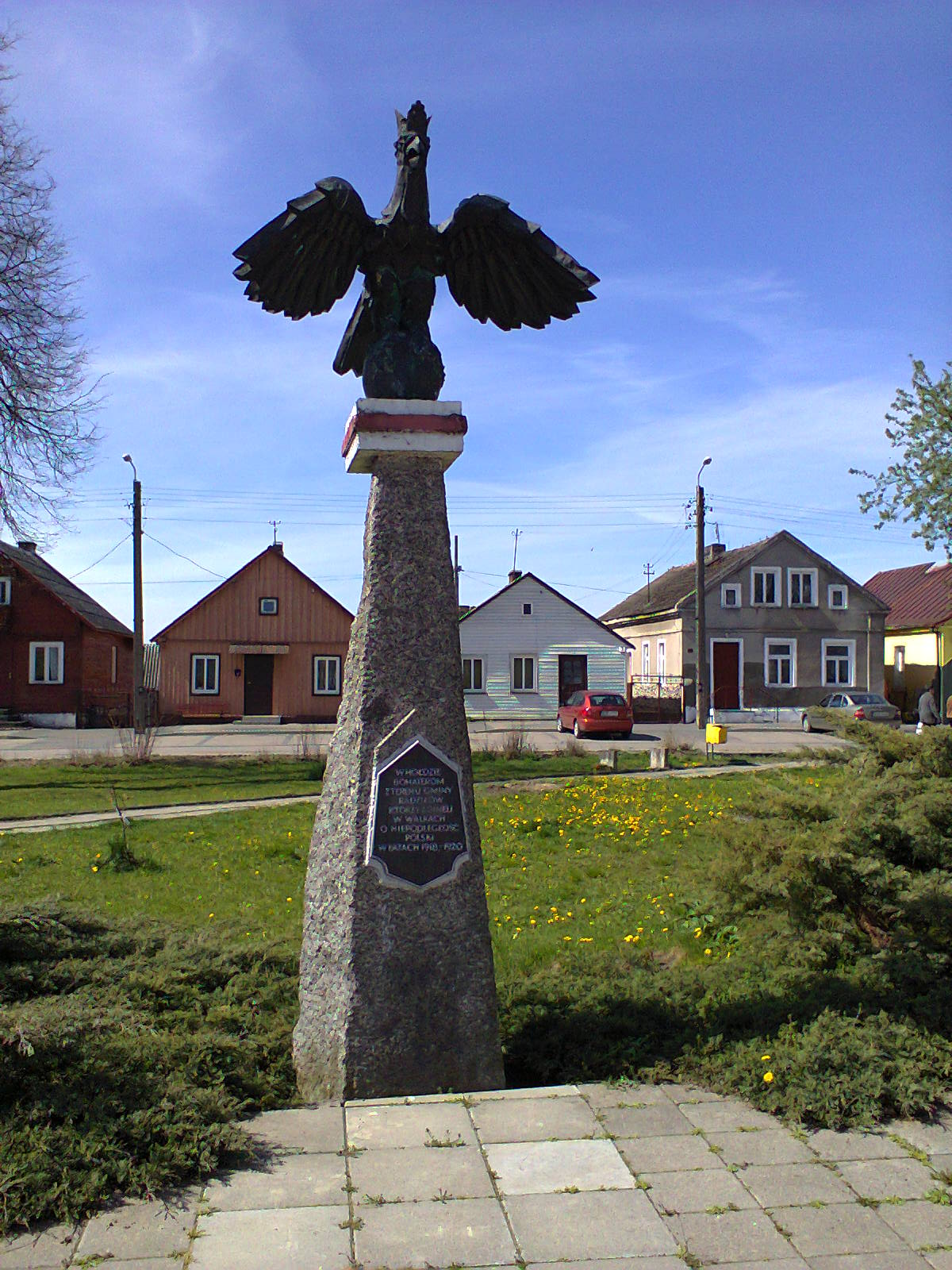
Pomnik poświęcony bohaterom walk o niepodległość Polski w latach 1918–1920

W 1795 roku te okolice zostały włączone do Prus Nowowschodnich. W ramach departamentu białostockiego władze pruskie tworząc powiat biebrzański połączyły powiaty: radziłowski, wąsoski i inne. Radziłów stał się miastem rządowym. W czasach Księstwa Warszawskiego (1807–1815) powiat biebrzański należał do departamentu łomżyńskiego. W Królestwie Polskim (1815–1915) powiat ten zamieniono na augustowski i włączono do województwa augustowskiego.
W czasach powstania styczniowego okolice Radziłowa z różnych przyczyn nie stały się terenem większych walk powstańczych, zanotowano tylko kilka potyczek. Po bitwie pod Kozim Rynkiem w dniu 29 VI 1863 roku dowódca powstańczy Wawer wycofywał się na południe. Podczas postoju w Radziłowie w dniu 5 VII oddział Wawra został zaatakowany przez wojska rosyjskie, była to sotnia kozaków pod wodzą Matwiejewa. Po krótkiej utarczce kozacy wycofali się z miasta, również Wawer przeszedł dalej. Ostatnie walki powstańcze miały miejsce w dniu 3 marca 1864 roku, właśnie wtedy pod Radziłowem miała miejsca jedna z ostatnich potyczek wojsk powstańczych z Rosjanami.
W Radziłowie stale rosła liczba ludności żydowskiej, w całej gminie w 1890 roku ta ludność stanowiła 38% całości, w 1893 rok było to już 41%, w 1905 – 52%, a w 1914 roku ludność żydowska stanowiła 55% ludności gminy.
Opis miejscowości zapisał Słownik Geograficzny Królestwa Polskiego z 1888 roku. Zapisano tam: Radziłów: osada miejska, dawniej miasteczko, powiat szczuczyński, gmina i parafia Radziłów, nad rzeką Wissą, niedaleko jej ujścia do Biebrzy, za zachodzie krawędzi błot nadbiebrzańskich. Pod Radziłowem wpada do Wissy rzeka Matlak z dopływem Kubrzanką. Odległość 19 wiorst od Szczuczyna, posiada kościół parafialny drewniany, synagogę, szkołę początkową, urząd gminy. Sąd gminny i stację pocztową w Szczuczynie. Osada ma 163 domy, 1859 mieszkańców (930 mężczyzn, 929 kobiet) i 1987 mórg ziemi do mieszczan należącej. (....) W 1858 roku liczyła 124 domy drewniane, 1539 mieszkańców (658 Żydów). Dochód kasy miejskiej w 1858 roku wynosił 407 rubli, 32 kopiejki, ubezpieczenie domów od ognia 20 950 rubli. (....). W 1885 roku folwark Radziłów (A -wójtostwo) liczył 400 mórg, grunty orne zajmowały obszar 309 mórg, łąki 73, pastwiska 12 mórg. Notowano też 12 drewnianych budynków i młyn wodny.
Gmina Radziłów miała ówcześnie 4497 mieszkańców (rok 1888), liczyła 10 232 mórg obszaru. Sąd gminny i stacja pocztowa znajdowały się w Szczuczynie. W skład gminy wchodziły: Borawskie, Brodowo, Czerwonki, Karwowo, Kieljany, Kownatki, Kramarzewo, Mikuty, Mścichy, Ostrowik, Radziłów, Rydzewo, Słucz, Święcenin i Zakrzewo. Z wymienionych wsi 3 zamieszkuje drobna szlachta, 7 ludność mieszana, reszta włościanie.
Przed I wojną światową powstała w Radziłowie ochotnicza straż pożarna.
Pierwsza państwowa (carska) szkoła w Radziłowie powstała wkrótce po powstaniu styczniowym. Notuje się ją po raz pierwszy w 1868 roku. Pierwszym nauczycielem był Aleksander Jacobi, uczył w latach 1873–1871, a jego następcami byli: Feliks Wierzbowski (1871–1873), Semen Jozajtis (1873–1875), Wincenty Goryszewski (1875–1876), Adam Gajewski (1876–1878), Jerzy Juszkiewicz (1878–1879), Ludwik Braczko (1879), Stanisław Milancz (1879–1882), Roman Czermiński (1882–1883), Julia Baranowska (1883–1884), Józef Lerent (1884–1886), Paweł Ładyżyński (1886–1892), Leon Garbowski (1893), Stanisław Dadeka (1894–1901), Anastazy Łabanowski (1903–1906), Marian Łabanowski (1907–1911), Marian Madejski (1911–1914).
Szkoła z tego okresu była głównie narzędziem rusyfikacji. Język rosyjski był wykładany na każdych zajęciach. Jeżeli uczono się historii, to właśnie historii Rosji, podobnie wyglądała sytuacja z geografią. Rok szkolny trwał od początku sierpnia do połowy czerwca, w praktyce było nieco inaczej, ponieważ „chłopi nie mogą się obejść bez pomocy dzieci przy niektórych robotach polnych, zwłaszcza przy pasieniu bydła i gęsi. Do ukończenia robót jesienią i po wznowieniu robót wiosną w większości szkół nie było dzieci”. W efekcie nauka trwała rocznie około 4 miesięcy, a dyrekcja szkół nie mogła temu zaradzić.
W 1921 roku w Radziłowie notowano 259 domów mieszkalnych i 1983 mieszkańców. Wśród nich 1311 osób podało wiarę katolicką, 671 mojżeszową i 1 ewangelicką. Podział narodowościowy był podobny.
Szkoły w okresie międzywojennym były utrzymywane przez gminę, to one je remontowały i opłacały nauczycieli. Skarb Państwa w minimalnym stopniu finansował podstawowe szkolnictwo. Szkoła miała powstać w tych miejscowościach, gdzie w ciągu 3 lat po sobie następujących liczba dzieci w wieku 7–14 lat przekraczała 40. Po I wojnie światowej utrzymanie szkół było wielkim problemem dla gmin. Brakowało odpowiednich lokali oraz nauczycieli. W roku szkolnym 1925/1926 własnych budynków nie posiadała żadna szkoła w gminie Radziłów, oprócz szkoły w Sośni. W następnych latach wybudowano budynek w Radziłowie, ale i tak gmina wynajmowała od gospodarzy sale szkolne. Nauczyciele w większości wynajmowali pomieszczania od gospodarzy.
W Radziłowie szkoła rozpoczęła działalność w roku 1922 jako szkoła czteroklasowa. W tym samym czasie powstała też druga – jednoklasowa szkoła, która w 1925 roku została zamknięta. W pierwszej z nich uczyło się w 1922 roku 193 dzieci, w 1924 roku liczba uczniów przekroczyła 200. W 1925 roku szkoła miała status szkoły sześcioklasowej i uczyło się w niej 361 dzieci, w 1930 roku była to już szkoła siedmioklasowa z 400 uczniami.

### II wojna światowa i pogrom Żydów

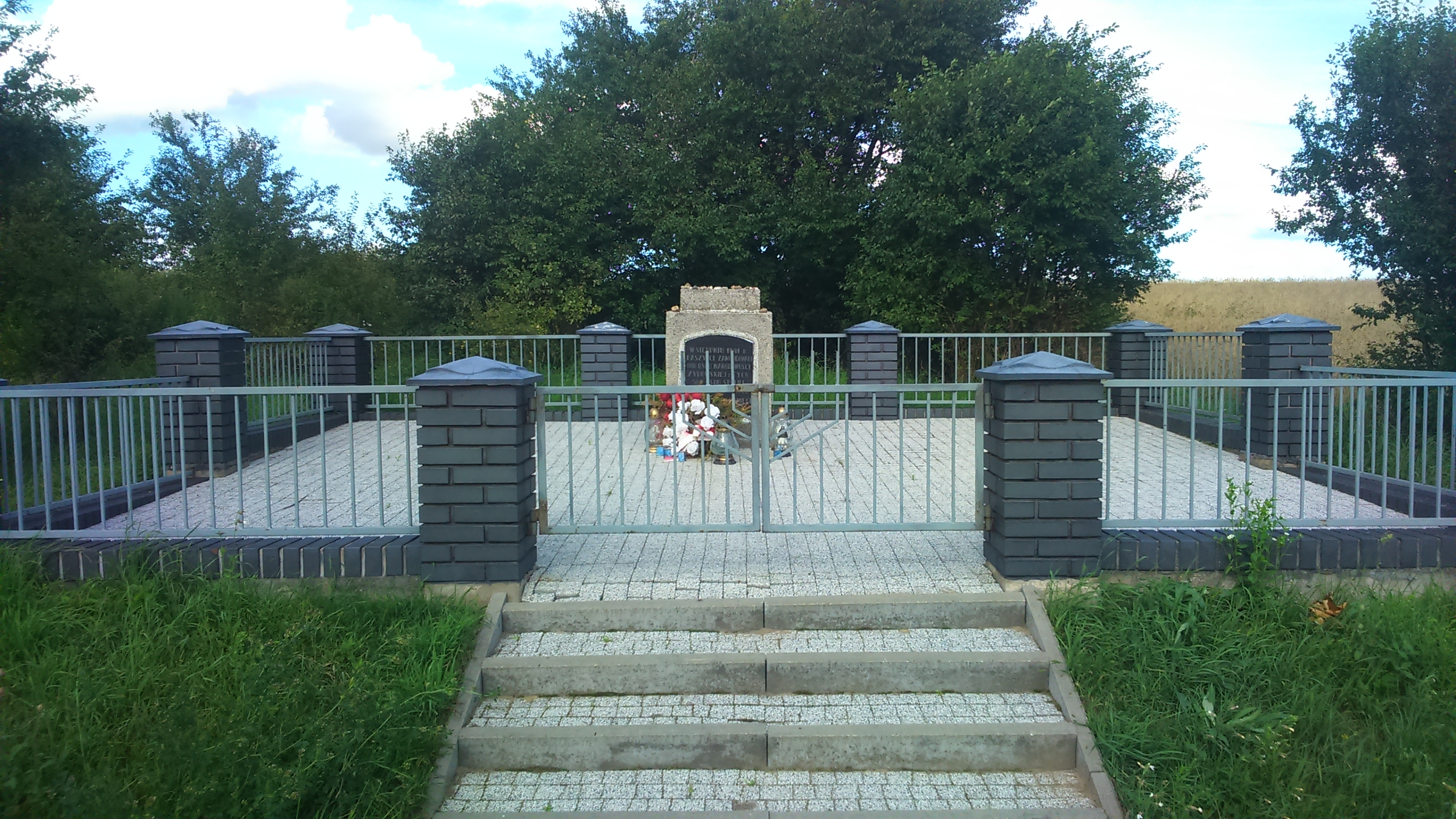
Pomnik zamordowanych Żydów

Podczas niemieckiej inwazji na Polskę, niemiecka Trzecia Armia weszła do Radziłowa w dniu 7 września 1939 roku. Na mocy Traktatu o granicach i przyjaźni III Rzesza-ZSRR z 1939 roku obszar ten został przekazany Związkowi Radzieckiemu pod koniec września i pozostał w rękach sowieckich, aż do operacji Barbarossa w lipcu 1941 roku. Polska administracja została zdemontowana i zastąpiona przez komitet rewolucyjny złożony z miejscowych Polaków i Żydów. W Radziłowie przed wkroczeniem wojsk sowieckich część społeczności żydowskiej utworzyła straż obywatelską, która następnie przekształciła się w milicję. Według relacji sprawców mordu na Żydach w Radziłowie, niektórzy z nich pomagali agentom NKWD wysyłać polskie rodziny na zsyłkę na Syberię. Jednak zgodnie z danymi IPN Białystok w wyniku aresztowań i wysiedleń prowadzonych przez NKWD w rejonie Radziłowa Żydzi w swojej społeczności ponieśli większe straty niż Polacy. Polaków zatrzymano i wysiedlono dwa proc. w stosunku do całej polskiej ludności rejonu, a Żydów sześć proc. w stosunku do całej żydowskiej ludności rejonu.
Pogłoska o kolaboracji Żydów z Armią Czerwoną posłużyła za pretekst pogromu żydowskiej ludność wsi w 1941 r. Wkrótce po niemieckim ataku na ZSRR w mieście Polacy z Radziłowa i okolicznych wsi zamordowali około 800 Żydów. Wielu zostało rozstrzelanych, większość (około 500) zapędzono do stodoły i spalono żywcem 7 lipca 1941 roku.
W latach 1954-1972 wieś była siedzibą gromady Radziłów. W latach 1975–1998 miejscowość administracyjnie należała do województwa łomżyńskiego.

## Zabytki
- Synagoga w Radziłowie
- Cmentarz żydowski w Radziłowie